# Deutschland Cup 2017
28. edycja Deutschland Cup – rozegrana została w dniach 10–12 listopada 2017 roku w augsburskiej hali Curt-Frenzel-Stadion. Zgodnie z tradycją, w turnieju wzięły udział cztery zespoły. Organizatorem turnieju była niemiecka federacja hokejowa, Deutscher Eishockey-Bund (DEB).
Tytułu z poprzedniej edycji nie obronili Słowacy, zajmując w turnieju drugie miejsce. Zwyciężyła reprezentacja Rosji, wyprzedzając drugą w tabeli kadrę Słowacji. Ostatnie miejsce zajęła reprezentacja USA.

## Wyniki
| 10 listopada 2017 | Stany Zjednoczone | 1:2 | Słowacja | Curt-Frenzel-Stadion, Augsburg |

| Szczegóły      | Szczegóły                 | Szczegóły       | Szczegóły                                  | Szczegóły |
| -------------- | ------------------------- | --------------- | ------------------------------------------ | --- |
| Godzina: 16:00 | R. Sanguinetti (EQ) 53:31 | (0:1, 0:1, 1:0) | 05:24 (EQ) P. Lamper 26:05 (EQ) M. Hovorka | Widzów: 4 220 Sędzia główny: Daniel Piechaczek Andre Schrader Sędziowie liniowi: Gabriel Gaube Marius Wölzmüller |
| Godzina: 16:00 | 16 min. kar               |                 | 8 min. kar                                 | Widzów: 4 220 Sędzia główny: Daniel Piechaczek Andre Schrader Sędziowie liniowi: Gabriel Gaube Marius Wölzmüller |

| 10 listopada 2017 | Niemcy | 2:8 | Rosja | Curt-Frenzel-Stadion, Augsburg |

| Szczegóły      | Szczegóły                                  | Szczegóły       | Szczegóły | Szczegóły |
| -------------- | ------------------------------------------ | --------------- | --- | --- |
| Godzina: 19:30 | D. Pietta (EQ) 13:30 B. Raedeke (PP) 21:58 | (1:1, 1:4, 0:3) | 06:52 (EQ) A. Fiodorow 31:41 (EQ) I. Kabłukow 32:43 (EQ) K. Okułow 36:39 (PP) D. Kagarlicki 37:58 (PP2) M. Naumienkow 51:33 (EQ) S. Szumakow 52:54 (EQ) I. Michiejew 57:04 (EQ) J. Jakowlew | Widzów: 5 050 Sędzia główny: Timothy Mayer Marian Rohatsch Sędziowie liniowi: Killian Hinterdobler Lukas Kohlmüller |
| Godzina: 19:30 | 10 min. kar                                |                 | 6 min. kar | Widzów: 5 050 Sędzia główny: Timothy Mayer Marian Rohatsch Sędziowie liniowi: Killian Hinterdobler Lukas Kohlmüller |

| 11 listopada 2017 | Niemcy | 0:3 | Słowacja | Curt-Frenzel-Stadion, Augsburg |

| Szczegóły      | Szczegóły   | Szczegóły       | Szczegóły                                                        | Szczegóły                                                                                               |
| -------------- | ----------- | --------------- | ---------------------------------------------------------------- | --- |
| Godzina: 16:00 |             | (0:1, 0:0, 0:2) | 04:06 (PP) M. Bakoš 47:15 (PP) M. Haščák 59:37 (ENG) P. Čerešňák | Widzów: 6 139 Sędzia główny: Lasse Kopitz Timothy Mayer Sędziowie liniowi: Gabriel Gaube Tobias Schwenk |
| Godzina: 16:00 | 10 min. kar |                 | 10 min. kar                                                      | Widzów: 6 139 Sędzia główny: Lasse Kopitz Timothy Mayer Sędziowie liniowi: Gabriel Gaube Tobias Schwenk |

| 11 listopada 2017 | Rosja | 5:2 | Stany Zjednoczone | Curt-Frenzel-Stadion, Augsburg |

| Szczegóły      | Szczegóły | Szczegóły       | Szczegóły                                      | Szczegóły |
| -------------- | --- | --------------- | ---------------------------------------------- | --- |
| Godzina: 19:30 | A. Jarullin (PP2) 33:51 M. Naumienkow (PP) 35:16 M. Karpow (PP) 37:34 I. Mikheyev (EQ) 47:29 W. Tichonow (SH) 59:48 | (0:2, 3:0, 2:0) | 00:50 (PP) M. Acrobello 12:28 (EQ) Ch. Kolarik | Widzów: 6 139 Sędzia główny: Daniel Piechaczek Marian Rohatsch Sędziowie liniowi: Lukas Kohlmüller Marius Wölzmüller |
| Godzina: 19:30 | 35 min. kar |                 | 8 min. kar                                     | Widzów: 6 139 Sędzia główny: Daniel Piechaczek Marian Rohatsch Sędziowie liniowi: Lukas Kohlmüller Marius Wölzmüller |

| 12 listopada 2017 | Słowacja | 2:4 | Rosja | Curt-Frenzel-Stadion, Augsburg |

| Szczegóły      | Szczegóły                                   | Szczegóły       | Szczegóły                                                                               | Szczegóły |
| -------------- | ------------------------------------------- | --------------- | --------------------------------------------------------------------------------------- | --- |
| Godzina: 13:15 | M. Haščák (PP2) 24:28 M. Ďaloga (PP2) 25:39 | (0:1, 2:2, 0:1) | 03:17 (EQ) A. Makeyev 32:22 (EQ) A. Makeyev 38:57 (EQ) A. Makeyev 58:29 (PP) A. Makeyev | Widzów: 5 190 Sędzia główny: Lasse Kopitz Andre Schrader Sędziowie liniowi: Kilian Hinterdobler Tobias Schwenk |
| Godzina: 13:15 | 8 min. kar                                  |                 | 14 min. kar                                                                             | Widzów: 5 190 Sędzia główny: Lasse Kopitz Andre Schrader Sędziowie liniowi: Kilian Hinterdobler Tobias Schwenk |

| 12 listopada 2017 | Niemcy | 5:1 | Stany Zjednoczone | Curt-Frenzel-Stadion, Augsburg |

| Szczegóły      | Szczegóły | Szczegóły       | Szczegóły            | Szczegóły |
| -------------- | --- | --------------- | -------------------- | --- |
| Godzina: 16:45 | F. Mauer (EQ) 03:05 B. Raedeke (EQ) 23:03 B. Macek (PP) 32:16 T. Holzmann (EQ) 33:59 Y. Seidenberg (ENG) 57:16 | (1:0, 3:1, 1:0) | 37:55 (EQ) B. Little | Widzów: 5 310 Sędzia główny: Timothy Mayer Daniel Piechaczek Sędziowie liniowi: Gabriel Gaube Lukas Kohlmüller |
| Godzina: 16:45 | 8 min. kar |                 | 4 min. kar           | Widzów: 5 310 Sędzia główny: Timothy Mayer Daniel Piechaczek Sędziowie liniowi: Gabriel Gaube Lukas Kohlmüller |

## Tabela
| Poz. | Zespół            | M | Pkt | Z | WpD | PpD | P | G+ | G- | +/- |
| ---- | ----------------- | - | --- | - | --- | --- | - | -- | -- | --- |
| 1.   | Rosja             | 3 | 9   | 3 | 0   | 0   | 0 | 17 | 6  | +11 |
| 2.   | Słowacja          | 3 | 6   | 2 | 0   | 0   | 1 | 7  | 5  | +2  |
| 3.   | Niemcy            | 3 | 3   | 1 | 0   | 0   | 2 | 7  | 12 | -5  |
| 4.   | Stany Zjednoczone | 3 | 0   | 0 | 0   | 0   | 3 | 4  | 12 | -8  |